# Gouania mollis
Gouania mollis är en brakvedsväxtart som beskrevs av Reiss.. Gouania mollis ingår i släktet Gouania och familjen brakvedsväxter. Inga underarter finns listade i Catalogue of Life.